# Antoni Berdeguer
Antoni Berdeguer Ossilla (Cervera 1788 - Tarragona post 1836) va ser un impressor i llibreter català.
Es va instal·lar a Reus el 1816 com a llibreter al carrer Major, el carrer més comercial de la ciutat en aquell moment, vora d'altres llibreters i impressors, com ara Francesc de Paula Compte, Pau Riera i Francesc Roca. El 1817 ja consta com a impressor, tot i que podia haver començat a imprimir l'any anterior. El seu germà Josep Berdeguer, que va obrir una llibreria a Tarragona el 1820, es va instal·lar a Reus amb Antoni, sense tancar la botiga tarragonina, i tots dos germans portaven els dos establiments. Havien après l'ofici d'impressors a Cervera, i simultaniejaven la gestió de les dues impremtes. Els germans Berdeguer van estar-se a Reus fins al 1822, quan van marxar definitivament a Tarragona. La impremta i llibreria tarragonina estava instal·lada també al carrer Major d'aquella ciutat, i els llibres que venien portaven una etiqueta que deia "Véndese en Reus y Tarragona en las librerías de Berdeguer, calle Mayor".
A Reus no van imprimir gaires obres. Tenien una petita impremta a la rebotiga de la llibreria, on feien treballs de relligadura i algunes impressions menors, de targetes, programes i papers comercials. Es dedicaven bàsicament a la llibreria, i el fet de tenir dues botigues els permetia intercanviar l'oferta entre Reus i Tarragona.
L'historiador de la impremta tarragonina Ángel del Arco y Molinero, diu dels germans Berdeguer: "En 1820 reaparecen nuevas imprentas. Una de ellas fue la de los hermanos Antonio y José Berdeguer... ". "Berdeguer en 1834 comenzó la impresón del Boletín Oficial de la Província de Tarragona". De fet van marxar a Tarragona el mes de setembre 1822, quan un anunci posat al periòdic reusenc Diana constitucional política y mercantil de la villa de Reus explica que qui vulgui subscriure's al periòdic El Vigilante Tarraconense ho pot fer a Reus a la llibreria de Francesc Roca i a Tarragona a la dels germans Berdeguer. De fet el 1820 Josep Berdeguer ja havia imprès a la seva impremta tarragonina un Semanario Constitucional, político y mercantil, i un Tratado de lectura del mestre de primeres lletres Ramon Camí, pare de l'impressor reusenc Àngel Camí. El 1821 va sortir dels seus tallers tarragonins El Universal, un periòdic de tendència liberal extremada. Al setembre es fan càrrec els dos germans de la impressió de El Vigilante Tarraconense, que l'havia deixat d'imprimir Miquel Puigrubí. Això els va fer deixar la botiga de Reus i traslladar-se definitivament a Tarragona. Aquest periòdic era primer bisetmanal i després sortia quatre cops per setmana, era de caràcter exaltat i el seu subtítol era definitori: Constitución o muerte. En aquella ciutat va tenir una bona producció editorial. Devia fer diverses societats amb altres impressors: el 1834 trobem un llibre imprès per "Berenguer y Puigrubí" i el 1836 en trobem d'altres amb el peu "Imprenta de Antonio Berdeguer y Andrés Granell". Aquest Andreu Granell ja havia fet societat cap al 1824 amb Josep Berdeguer. Pel gener de 1834, Antoni Berdeguer (les mencions al seu germà Josep van desaparèixer a partir de 1825) va sol·licitar el nomenament d'impressor reial. Explica que quan l'estada de Ferran VII a Tarragona el 1827 va ser contractat per imprimir els reials decrets, segons ell mateix, "por la circunstancia de tener imprenta, un buen surtido de hermosos caracteres de fundiciones modernas y ser bien conocidas sus impresiones por una particular limpieza y exactitud". També diu que el 1832 va ser expulsat de la ciutat perquè era addicte al rei i a la seva augusta esposa, i als drets d'Isabel II. La resposta va ser que encara que era un bon llibreter, com a impressor "no pasa de mediano", i que podia ser bo per Tarragona però no com a impressor reial.
Un impressor Antoni Berdeguer, segurament un fill seu, estava instal·lat a Barcelona a partir de 1844.